# Península de Tamán
La península de Tamán (del ruso: Тама́нский полуо́стров) es una península del krai de Krasnodar, se encuentra al frente de la península de Kerch y entremedio de ambas se encuentra el estrecho de Kerch, separa el mar Negro (al sur) del mar de Azov (al norte). La orilla norte de la península está bañada por la bahía de Tamán.

## Historia
En la Antigüedad, en la península estaban situadas las colonias griegas pónticas de Germonasa y Fanagoria, y más tarde la ciudad de Tmutarakáñ.
La península estaba habitada por los meotes y los sindos. Durante el período del Alto Imperio romano formaba parte del Reino del Bósforo. Sus habitantes comprendían sármatas, griegos, anatolios venidos del Reino del Ponto y judíos. En el siglo IV la región fue invadida por los hunos. Sería más tarde capital de la Gran Bulgaria y caería en manos de los jázaros a mediados del siglo VII. Tras la caída del kaganato jázaro alrededor del año 969, la península formó parte del estado judío jázaro bajo el reinado de David de Tamán. A finales de la década de 980, se convierte en gran parte en posesión del Rus de Kiev y de la ciudad de Tmutarakáñ antes de pasar a manos de los cumanos hacia 1100. Los mongoles se apoderaron de la península en 1239, para pasar a ser posesión de la República de Génova, juntamente con las colonias de Gazaria en Crimea.
Durante la mayor parte del siglo XV, la península fue gobernada por la familia Ghisolfi, fundada por el judío genovés Simeón de Ghisolfi. El control de la región por parte de gobernadores, comisarios o príncipes judíos ha abierto un debate sobre la posible supervivencia del judaísmo jázaro en el sur de Rusia en este periodo. En 1483, la península fue ocupada por el janato de Crimea y más tarde por el Imperio otomano en 1783. En 1791, durante la segunda guerra ruso turca (1787-1792), la península pasó al control ruso.
Tamán fue ocupada por las tropas alemanas en 1942 y fue recuperada por el Ejército Rojo en 1943. La película La cruz de hierro narra los conflictos en la conducta de un regimiento de la Wehrmacht en su retirada de la península a través de Crimea.
Entre 2014 y 2018 se construyó el puente sobre el estrecho de Kerch.

## Geografía
Durante el siglo XIX, la población se mantuvo esparcida. La ciudad más grande era una ciudad cosaca llamada Tamán (más tarde una stanitsa), a la que sucederá en importancia el puerto de Temriuk a finales de ese siglo. Esta ciudad sería descrita por Mijaíl Lérmontov en su novela Un héroe de nuestro tiempo.
En la península existen pequeños volcanes de lodo y reservas de gas natural y petróleo.